# Assunta Meloni
Assunta Meloni (ur. 21 kwietnia 1951), sanmaryńska polityk i pedagog, kapitan regent San Marino od 1 października 2008 do 1 kwietnia 2009.

## Życiorys
Assunta Meloni jest absolwentką filologii obcej i literatury nowoczesnej Uniwersytetu La Sapienza w Rzymie oraz anglistyki na Uniwersytecie w Urbino. Po studiach pracowała jako nauczycielka. Obecnie pracuje na Uniwersytecie San Marino.
W czerwcu 2006 weszła w skład Wielkiej Rady Generalnej (parlament) jako przedstawicielka Sojuszu Powszechnego Demokratów San Marino na rzecz Republiki (Alleanza Popolare dei Democratici Sammarinesi per la Repubblica). Od października 2006 zasiada w Zgromadzeniu Parlamentarnym Rady Europy jako deputowana San Marino. Jest w nim członkiem Komitetu Kultury, Nauki i Edukacji oraz Komitetu Spraw Prawnych i Praw Człowieka.
16 września 2008 wraz z Ernesto Benedettinim została wybrana na stanowisko kapitana regenta San Marino. Urząd objęła 1 października 2008 na okres 6 miesięcy.